# Walravina Zoudenbalch

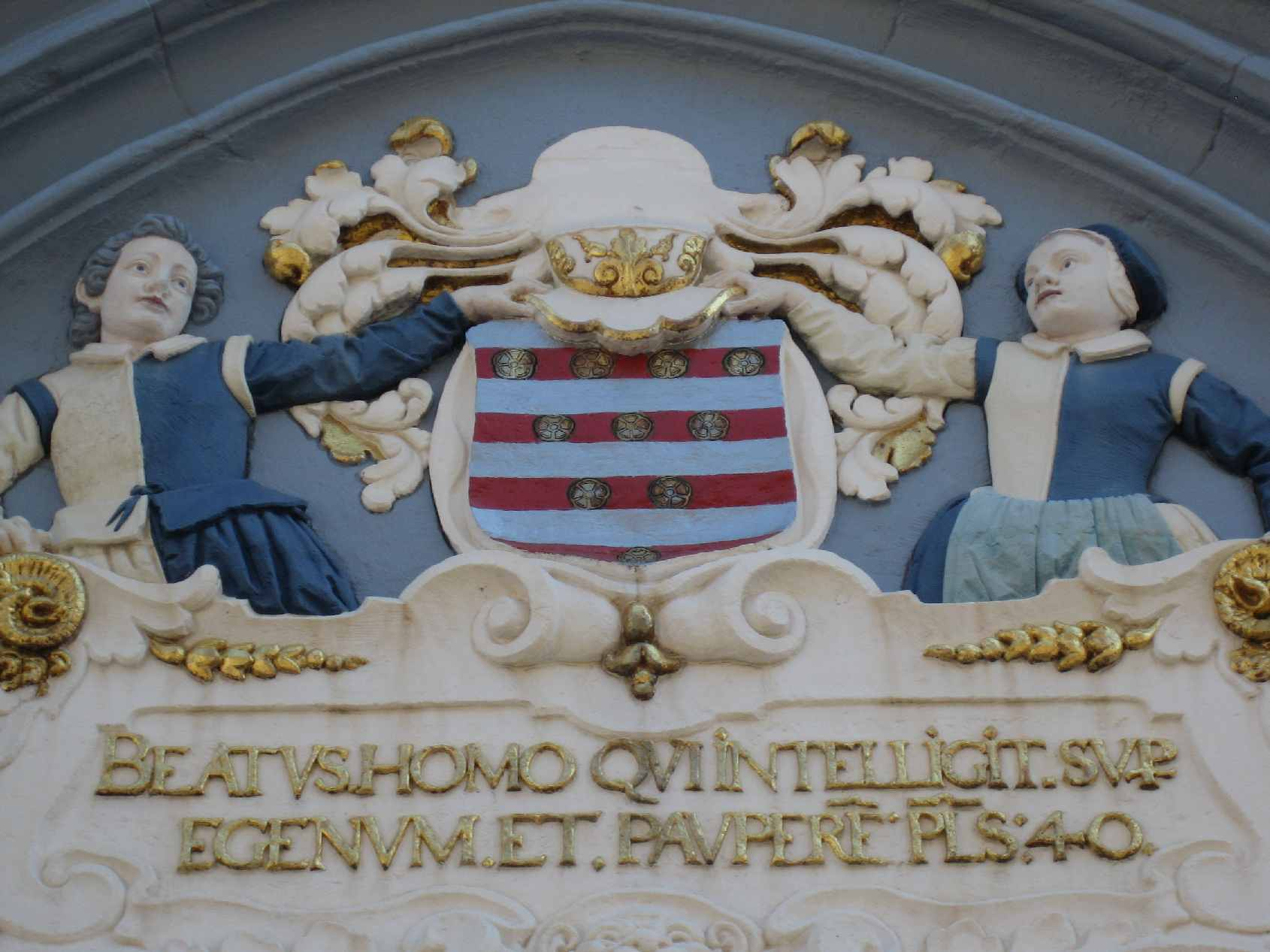
Familiewapen Zoudenbalch

Walravina Zoudenbalch (1538-1616) was een dochter uit het geslacht Zoudenbalch.
Zij was een dochter van Johan Zoudenbalch (1503-1558) en Johanna Rutgersdr van den Boetzelaer tot Asperen (ca. 1508-1586). Zij werd (als erfopvolgster) van 1601 tot 1616 vrouwe van Urk en Emmeloord.
Na haar huwelijk woonde zij op het landgoed Lambalgen in Woudenberg.

## Huwelijk en kinderen
Met Johan Ruijsch van Pijlsweert (ca. 1535-1615) ridder en heer van Pijlsweert trad zij ca. 1560 in het huwelijk. Hij was een zoon van Hendrik Ruijsch van Pijlsweert en Maria Dirksdr van Moutwijk van Lambalgen. Hendrik was op zijn beurt de zoon van Frederick Ruysch burgemeester van Utrecht en Catheryne van der Borch. Uit haar huwelijk zijn de volgende kinderen geboren:
- Henrick Ruysch, op jonge leeftijd overleden
- Johan Ruysch van Pijlsweert (ca. 1568 - 1595) heer van Pylsweert. Hij trouwde met Margaretha/Margriet van Loo (- juli 1599) en woonde op het landgoed Lambalgen in Woudenberg. Zij was een nazaat van Albrecht van Loo (-1525) landsadvocaat van de staten van Holland 1513-1524 en raadsheer bij het Hof van Holland (1515).[1]. Haar vader was Albert van Loo (Den Haag, 28 november 1519 - Brussel, 12 december 1573) die getrouwd was met Maria Arent Cornelisdr van der Mijle (-1575).
Hij verkocht Pylsweert (in de procincie Utrecht aan de westelijken oever van de Vecht / ook bekend als Ouden Oirt of Ouden-Oord, ook als Oude Noord). Uit zijn huwelijk zijn de volgende kinderen geboren:
  - Johan Ruysch, op jonge leeftijd overleden
  - Maria Ruysch (-21 juli 1645). Zij trouwde op 26 november 1610 in Utrecht met Walraven van Arkel, schout van Amersfoort. Zij bewoonden van 1599 tot 1645 het landgoed Lambalgen dat zij erfde van haar grootvader. Walraven van Arkel nam drie hypotheken op het landgoed Lambalgen. Na haar overlijden werd het landgoed Lambalgen door jonker Walraven van Arkel in 1646 per opbod verkocht.
- Henrick Ruysch (-2 mei 1637. Zij werd begraven in de Brandolykerk (Abraham-Dolekerk) aan de Rodenburgerstraat (Hamburgerstraat) te Utrecht.
- Maria Ruysch, Zij trouwde met Lowijs Mat (tegen het verlangen van hare familie gehuwd met Lowijs Mat, die in krijgsdienst bij de Spanjaarden was).
- Dirck Ruysch, op jonge leeftijd overleden
- Bertha Ruysch, overleden in juni 1598, ongehuwd zonder kinderen
- Cornelia Ruysch (-18 maart 1638). Zij trouwde met Albert van Hulsen uit de graafschap Zutphen, (-1628).
- Gerard Ruysch (-12 oktober 1630). Ongehuwd overleden aan de pest. Hij werd begraven in de Brandolykerk (Abraham-Dolekerk) aan de Rodenburgerstraat (Hamburgerstraat) te Utrecht.